# Chrysuronia
Chrysuronia är ett släkte med fåglar i familjen kolibrier Släktet omfattar numera tio arter, förekommande i Sydamerika och in i Panama:
- Brokig smaragd (C. versicolor)
- Grönglanssmaragd (C. goudoti)
- Bronsstjärtad smaragd (C. oenone)
- Mangrovesmaragd (C. boucardi)
- Safirstrupig smaragd (C. coeruleogularis)
- Safirbukig smaragd (C. lilliae)
- Safirpannad smaragd (C. humboldtii)
- Safirsmaragd (C. grayi)
- Kortnäbbad smaragd (C. brevirostris)
- Ljusbukig smaragd (C. leucogaster)

Traditionellt begränsas släktet till en enda art, bronsstjärtad smaragd (C. oenone). Genetiska studier visar dock att den bildar en närbesläktad grupp med arter som tidigare placerats i släktena Amazilia (versicolor, leucogaster, brevirostris, boucardi), Hylocharis (humboldtii, grayi) och Lepidopyga (goudoti, coeruleogularis, lilliae). Dessa inkluderas numera därför i Chrysuronia som har prioritet.